# South Venice
South Venice es un lugar designado por el censo ubicado en el condado de Sarasota en el estado estadounidense de Florida. En el Censo de 2010 tenía una población de 13.949 habitantes y una densidad poblacional de 839,03 personas por km².

## Geografía
South Venice se encuentra ubicado en las coordenadas 27°2′34″N 82°24′59″O / 27.04278, -82.41639. Según la Oficina del Censo de los Estados Unidos, South Venice tiene una superficie total de 16.63 km², de la cual 15.6 km² corresponden a tierra firme y (6.17%) 1.03 km² es agua.

## Demografía
Según el censo de 2010, había 13.949 personas residiendo en South Venice. La densidad de población era de 839,03 hab./km². De los 13.949 habitantes, South Venice estaba compuesto por el 95.72% blancos, el 0.65% eran afroamericanos, el 0.22% eran amerindios, el 1% eran asiáticos, el 0.04% eran isleños del Pacífico, el 1.02% eran de otras razas y el 1.35% pertenecían a dos o más razas. Del total de la población el 3.61% eran hispanos o latinos de cualquier raza.